# 바른생각
바른생각은 대한민국의 컨비니언스의 섹슈얼 라이프스타일 브랜드이다.